# Iglesia de San Bartolomé (Fresnedillas de la Oliva)

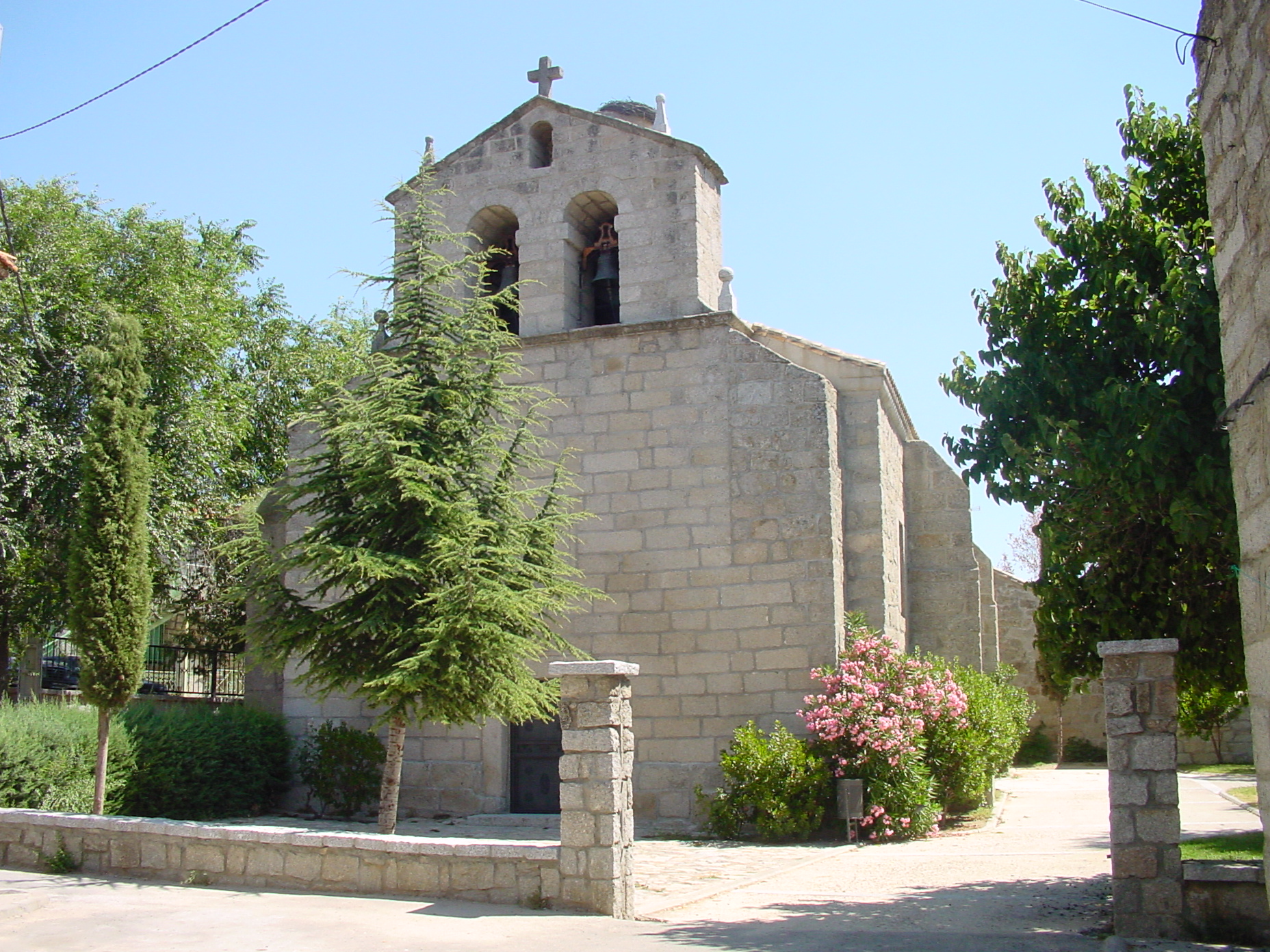
Iglesia de San Bartolomé en Fresnedillas de la Oliva.

La Iglesia de San Bartolomé se encuentra situada a la entrada de Fresnedillas de la Oliva (Comunidad de Madrid), en el cruce de las carreteras de Navalagamella a Robledo de Chavela y la de Zarzalejo hacia Colmenar del Arroyo.
Es sin duda el edificio más singular de Fresnedillas, ubicado en la zona noroeste del casco urbano.
Su construcción data del siglo XVI. Consta de una única nave y tiene un coro sustentado por columnas del siglo XVII.
Se puede visitar el interior durante los oficios: sábados y vísperas a las 20:30 h y domingos y festivos a las 11:30 h.
- Datos: Q5909961